# Znàmenski (Krasnodar)
|  | Per a altres significats, vegeu «Znàmenski». |

Znàmenski - Знаменский (rus) és un poble (un possiólok) del krai de Krasnodar, a Rússia. Es troba a les terres baixes de Kuban-Azov, al nord de l'embassament de Krasnodar del riu Kuban, a 12 km al nord-est de Krasnodar, la capital.
Pertany al municipi de Pàixkovski.